# Bibliothèque Zuid-Kennemerland
 (août 2025).
Si vous disposez d'ouvrages ou d'articles de référence ou si vous connaissez des sites web de qualité traitant du thème abordé ici, merci de compléter l'article en donnant les références utiles à sa vérifiabilité et en les liant à la section « Notes et références ».
La bibliothèque Zuid-Kennemerland est la bibliothèque publique de Haarlem et de ses environs.
En tant que bibliothèque publique, elle est affiliée au réseau national des bibliothèques publiques, réunies dans la Vereniging van Public Libraries qui développe une stratégie commune pour l'ensemble des bibliothèques.

## Histoire
Haarlem fut l'une des premières villes du nord des Pays-Bas à avoir sa propre « bibliothèque ». Après le siège espagnol de 1572-1573, le prince d'Orange et les États de Hollande et de Frise-Occidentale confisquèrent la propriété monastique au profit de Haarlem en compensation des dommages subis. Cela posa les bases de l'actuelle bibliothèque de South Kennemerland.
En 1596, le conseil municipal de Haarlem décide de créer une bibliothèque, les premiers locaux occupés étant probablement l'espace au-dessus de la sacristie du monastère dominicain, qui fait maintenant partie de l'Hôtel de ville de Haarlem sous le nom de Prinsenhof. En 1625, Haarlem acquiert la bibliothèque complète de la Commanderij van St. Jan, et en 1672 est publié le premier catalogue imprimé (35 pages) de la bibliothèque.
On sait peu de choses sur la fréquentation de la bibliothèque aux premiers siècles, mais il est plausible que cela ne se soit pas aussi fréquent qu'aujourd'hui. Il ressort du règlement de la bibliothèque du XVIIe siècle que la collection était un « don du conseil municipal pour le bien commun ». Les passionnés pouvaient louer la clé de la bibliothèque pour 3 florins par an. Le Collège des conservateurs de l'École latine supervisait le tout, il n'y avait pas encore de véritable bibliothécaire : l'institution était gérée par les pasteurs et les professeurs de l'école.
Ce n'est qu'en 1821 que le premier véritable bibliothécaire est nommé : Abraham de Vries. Sa politique d'achat montre un intérêt particulier pour la ville de Haarlem et un grand intérêt pour l'imprimerie. Il admire notamment l'imprimeur de Haarlem Laurent Coster. De Vries est convaincu que Coster a inventé l'art de l'imprimerie et achète toutes les parutions sur le sujet, créant ainsi la « Costeriana », une vaste collection sur Coster, la typographie et l'imprimerie. Une autre de ses réalisations est un catalogue imprimé en trois volumes de l'ensemble de la collection de la bibliothèque.
Un siècle plus tard, en 1921, le conseil municipal institue une salle de lecture publique. La politique d'approvisionnement s'adresse alors dorénavant à un public beaucoup plus large.